# Umm al-Chalachil
Umm al-Chalachil (arab. أم الخلاخيل) – miejscowość  w Syrii, w muhafazie Idlib. W 2004 roku liczyła 1739 mieszkańców.